# بندر پیمانی
بندر پیمانی بندری است که برپایه پیمان یا قراردادی به روی بازرگانی برونمرزی باز شود. این اصطلاح بویژه برای بندرهایی که در سده ۱۹ میلادی در چین و ژاپن بروی تجارت خارجی باز شد به کار می‌رود.